# Цвете за Гошо
„Цвете за Гошо“ е български блус и рок фестивал, организиран от Васил Георгиев (Кръпката) в памет на музиканта Георги Минчев. Фестивалът се провежда ежегодно от 2001 г. в продължение на дни в София.
Столичната община подкрепя фестивала, включила го е в кампанията за кандидатура на София за Европейска столица на културата през 2019 г. Традиционни участници във фестивала са известни български рок музиканти и групи като Георги Минчев Оркестра (Г.М.О.), Подуене Блус Бенд, Милена и други, но участват и млади групи.
Фестивалът е учреден през 2002 г. с решение на Столичен общински съвет по предложение на инициативен комитет, сред чиито участници са Вили Кавалджиев, Ивайло Крайчовски, Васко Кръпката, Валди Тотев и др. 